# Route nationale 32 (Madagaskar)
Route nationale 32 (RN 32) is een nationale weg in Madagaskar van 200 kilometer. De weg begint nabij Antsohihy en eindigt bij Mandritsara. De weg is volledig gelegen in de regio Sofia.

## Locaties langs de route
Van west naar oost:
- Nabij Antsohihy (kruising met Route nationale 6)
- Anjalazala
- Befandriana
- Kruising met rivier de Sofia)
- Mandritsara